# 女公会
女公会（Woman's Union Missionary Society of America，WU）是一个美国的跨宗派妇女联合海外传教机构。
女公会成立于1860年，总部设于纽约市。
1869年，女公会前往中国传教，在北京开办女校。1880年代转往上海，接办西门外方斜路裨文女校，并开办西门妇孺医院（红房子医院）。
1917年，女公会在中国上海有西教士11人，华传道36人，受餐信徒242人，中学2所，医院1所。